# 布拉德福德維爾 (佛羅里達州)
布拉德福德維爾（英語：Bradfordville）是位於美國佛羅里達州萊昂縣的一個非建制地區。該地的面積和人口皆未知。

## 地理
布拉德福德維爾的座標為30°33′41″N 84°13′04″W / 30.56139°N 84.21778°W，而該地的平均海拔高度為68米（即223英尺）。